# Phytomyza eupatorii
Phytomyza eupatorii este o specie de muște din genul Phytomyza, familia Agromyzidae, descrisă de Friedrich Georg Hendel în anul 1927. Conform Catalogue of Life specia Phytomyza eupatorii nu are subspecii cunoscute.